# Familia Seminario
Los Seminario es una familia peruana destacada por su actividad económica y política en su país, principalmente en el territorio del actual departamento de Piura. De ella destacan varios integrantes como Augusto Seminario y Váscones que fue vicepresidente del Perú a fines del siglo XIX y Fernando Seminario y Echandía quien tuviera gran participación política en esos mismos años. Se destaca también al héroe peruano Miguel Grau Seminario. Todos ellos participaron activamente en la Guerra del Pacífico.

## Historia familiar
El primer Seminario de quien se tiene constancia de su llegada al Perú fue Martín Seminario y Gandiño, hijo de Andrés de Seminario y Gonzaga y Ángela Gandiño de Gonzaga. Martín llegó al Virreinato del Perú como capitán de la escolta del virrey Baltazar de la Cueva a mediados del siglo XVII. Martín se casó en Lima con Ignacia Calderón Dávila y Arévalo el 4 de noviembre de 1673 y tiene un solo hijo: Cipriano de Seminario y Calderón quien, el 10 de marzo de 1700 se casó con Isabel de Saldívar y Soto. 
Manuel Joseph de Seminario y Saldívar fue el segundo hijo del matrimonio. Nació en 1706 y llegó a la ciudad de San Miguel de Piura como capitán de Milicias y llegó a ser tenitente del partido de Tumbes. Fue en 1749 alcalde de primer voto de Piura y ocupó diversos cargos incluyendo el de teniente gobernador de Ayabaca y Huancabamba. Falleció en Piura en 1794. Estuvo casado con Isabel Jaime de los Ríos y Rodríguez de Taboada con quien tuvo 10 hijos.
Miguel Jerónimo Seminario y Jayme de los Ríos, hijo de Manuel Joseph, se casó con Juana Manuela de Váscones y Taboada y tuvo varios hijos. Miguel Jerónimo es considerado un prócer del Perú pues apoyó las ideas independentistas e incluso proclamó la independencia en Piura el 4 de enero de 1821. Este es el entroncamiento de la rama Seminario y Váscones entre los que destacan el ya mencionado Augusto Seminario y Váscones (1833-1910), Manuel Seminario y Váscones (1830 - ?) quien fuera senador por Piura cuando el Perú ya había logrado su independencia.
Por su parte, Fernando Torcuato Seminario y Jayme de los Ríos (1758-1821) se casó el 15 de octubre de 1781 con María Joaquina del Castillo y Talledo Velásquez de Tineo. Fernando Torcuato nació en Piura y ocupó varios cargos incluyendo la alcaldía de la ciudad en 1791, 1792, 1798, 1799 y 1804. Fue propietario de las haciendas Ocoto, Locuto, Chapairá y Casa Tina en el valle del río Piura y de la hacienda Huangalá en el valle del río Chira. A diferencia de su hermano Miguel Jerónimo, Fernando Torcuato fue leal al Rey y se opuso a las ideas independentistas. De esta rama Seminario del Castillo destacan Miguel Seminario del Castillo quien fuera regidor de Piura, Juan Ignacio Seminario del Castillo que se casó con Ignacia Echandía y Ramos dando lugar a otra rama, la de los Seminario y Echandía, y la última Luisa Seminario del Castillo quien fuera madre del héroe Miguel Grau Seminario.
La rama Seminario y Echandía desciende del matrimonio de Juan Ignacio Seminario del Castillo e Ignacia Echandía Ramos quienes tuvieron 9 hijos. Destacan ya mencionado Fernando Seminario y Echandía y su hermano Pablo Seminario y Echandía que también fue diputado y senador por el departamento de Piura en varias oportunidades. A esta rama también pertenece el exalcalde de Piura Frank Mc Lauchlan García, hijo de Magdalena García Seminario y nieto de Josefa Seminario y Echandía. 
Finalmente el matrimonio de Manuel Seminario y Váscones con Julia Aramburú Duran dio lugar a la rama de los Seminario y Aramburú. Tuvieron ocho hijos entre los que destacan Oswaldo, Felipe, Edmundo, Carlos y Eduardo quienes fueron elegidos diputados por Piura en diversos periodos entre 1895 y 1930.

## Impacto en Piura
Aunque desde el siglo XVIII, las familias eran importantes hacendados, su importancia política se incrementó entre 1876 y 1895 gracias a los enfrentamientos de Fernando Seminario y Echandía y Augusto Seminario y Váscones que se enfrentaron constantemente por sus rivalidades políticas. Así, durante la Guerra del Pacífico, si bien ambos lucharon por el Perú y participaron en la defensa de su localidad y de la ciudad de Lima ante la invasión chilena, se enfrentaron durante la guerra civil de 1884 al ser Fernando partidario de Andrés Avelino Cáceres y Augusto de Miguel Iglesias. En esa oportunidad, el triunfo fue del bando cacerista. Diez años después, en la guerra civil de 1894, se volvieron a enfrentar cuando Augusto se alineó con el bando de Nicolás de Piérola quien triunfó esta vez teniendo que exiliarse Fernando en Ecuador. Durante esos años, los enfrentamientos de los Seminario dividió a la población del departamento.

## Árbol genealógico
Durante los siglos XIX, se realizaron matrimonios entre miembros de la familia Seminario debido a lo reducido de la sociedad piurana en aquellos años.